# Beketinci
Beketinci – wieś w Chorwacji, w żupanii osijecko-barańskiej, w gminie Čepin. W 2011 roku liczyła 613 mieszkańców.